# Caleb Ekuban
Caleb Ansah Ekuban (* 23. März 1994 in Villafranca di Verona, Italien) ist ein ghanaischer Fußballspieler.

## Karriere
Caleb Ekuban erlernte das Fußballspielen u. a. in der Nachwuchsabteilung von Chievo Verona und erhielt 2012 bei diesem Verein einen Profivertrag. Nachdem er sich eine Spielzeit ohne Pflichtspieleinsatz im Kader befunden hatte, wurde er die nachfolgenden vier Spielzeiten für die Dauer von jeweils einer Saison nacheinander an die Vereine FC Südtirol, AC Lumezzane, AC Renate und FK Partizani Tirana ausgeliehen.
In der Sommertransferperiode 2017 wurde Ekuban vom englischen Verein Leeds United verpflichtet und für die Saison 2018/19 an den türkischen Erstligisten Trabzonspor ausgeliehen.